# 国府田敬三郎
国府田 敬三郎（こうだ けいざぶろう、1882年12月6日 - 1964年12月16日）は、日本の福島県出身の農場経営者。アメリカ合衆国カリフォルニア州で、大農方式による同地の気候に合った良質な米「国宝ローズ」の大量生産に成功し、「ライス・キング」と呼ばれた。

## 生涯
福島県磐城郡小川村（現・いわき市）に生まれる。父は磐城平藩士であったが、戊辰戦争に敗れた後は精米業を営んでいた。
少年時代は、同郷出身でアメリカ帰りの実業家が学校に贈与した「米国富豪伝」というロックフェラーやカーネギーなどの成功列伝を綴った本を読んで以来、アメリカへの憧れを抱くようになる。一時は家出をしてまで両親に渡米を願い出るが、結局叶わず福島県師範学校に進んで教師となる。この時、生家に近い差塩（さいそ）村立差塩小学校の初代校長も務めた。
しかし、どうしても渡米の夢を捨てきれず、1907年に教育視察という名目で、サンフランシスコに渡った。その後は、ブランケ担ぎを経て、日系人の漁業従事者が多かったサンペドロで缶詰工場を立ち上げるも、すぐに他社に経営権を譲渡してしまった。
その後、日本で父が生業としていた米に携わる仕事に就くことを思い立ち、1920年にコルサに1,800エーカーほどの土地を借り、妻や多くの協力者と共に米作を始めた。途中、自然災害や世界恐慌などの困難にぶつかるものの、飛行機で水田の播種を行うといった、斬新な方法を提案したほか、乾燥機と倉庫を完備するなどの設備投資を行った。その結果、サウスドスパロスで10,000エーカー規模の米作を行う大農園を経営するにまで至ったほか、カリフォルニア州では米作が可能な南限であるサリナスでの米作に成功するなど、僅かながら成功への筋道が、見えるようになった。
しかし、1941年12月7日の真珠湾攻撃に端を発した太平洋戦争の開戦に伴い、アメリカ政府によって日系人の強制収容が行われることとなり、やむを得ず国府田一家は、農場の顧問弁護士だった白人に全てを委託し、コロラド州のアマチ収容所に送られた。収容後間もなく、アメリカ市民である息子の名義にしていた会社の土地の実権が、国府田に握られており、このことは外国人土地法に反するとの指摘が、検事局によってなされたという連絡が、弁護士から入った。国府田は起訴されることとなってしまったものの、この件は罰金10万ドルの支払いにより、決着することとなった。
終戦後の1945年に、国府田が自身の土地に帰ると、土地の2/3が無断で売却されていたことを知った。国府田は、州を相手取って損害賠償を請求し、得た賠償金を元手に、新たに土地を購入した。農園を再開した後は、それまでの品種に改良を加え、日本の米とほぼ変わりのない「国宝ローズ」の大量生産に成功し、発売後は現地の日本人・日系人から絶大な支持を得るに至った。「国宝ローズ」は、現在でも代表的なカリフォルニア米の一つに挙げられ、アメリカやカナダでも販売されている。
米作以外の面でも、戦前から国府田を含めた日本人移民たちにとっての悩みの種だった「外国人土地法」を撤廃させるべく、マイク正岡らと共に帰化権獲得同盟を結成して全米的な運動を展開し、1952年にカリフォルニア州最高裁において「外国人土地法は違憲」との判決を出させるにまで至った。また、日系一世の帰化を認めさせるためのロビー活動への支援や、日本から農村部の青年たちのカリフォルニア州への受け入れ事業に、自身の潤沢な資金を惜しみなく投資したほか、日系人達がスムーズに融資を受けられるよう東京銀行にカリフォルニア支店を設立させるなど、日本人・日系人の待遇改善の為に尽力し続けた。これらの功績から1960年には日本政府から勲四等を授与された。
1964年に妻と共に日本に一時帰国している際に脳卒中により死去した。82歳没。死後、日本政府から勲三等瑞宝章を授与された。